# Dassault Mirage 4000
Dassault Mirage 4000 (někdy také Super Mirage 4000) byl francouzský prototyp proudového stíhacího letounu vyvinutý společností Dassault-Breguet na základě její Mirage 2000.

## Vznik a vývoj

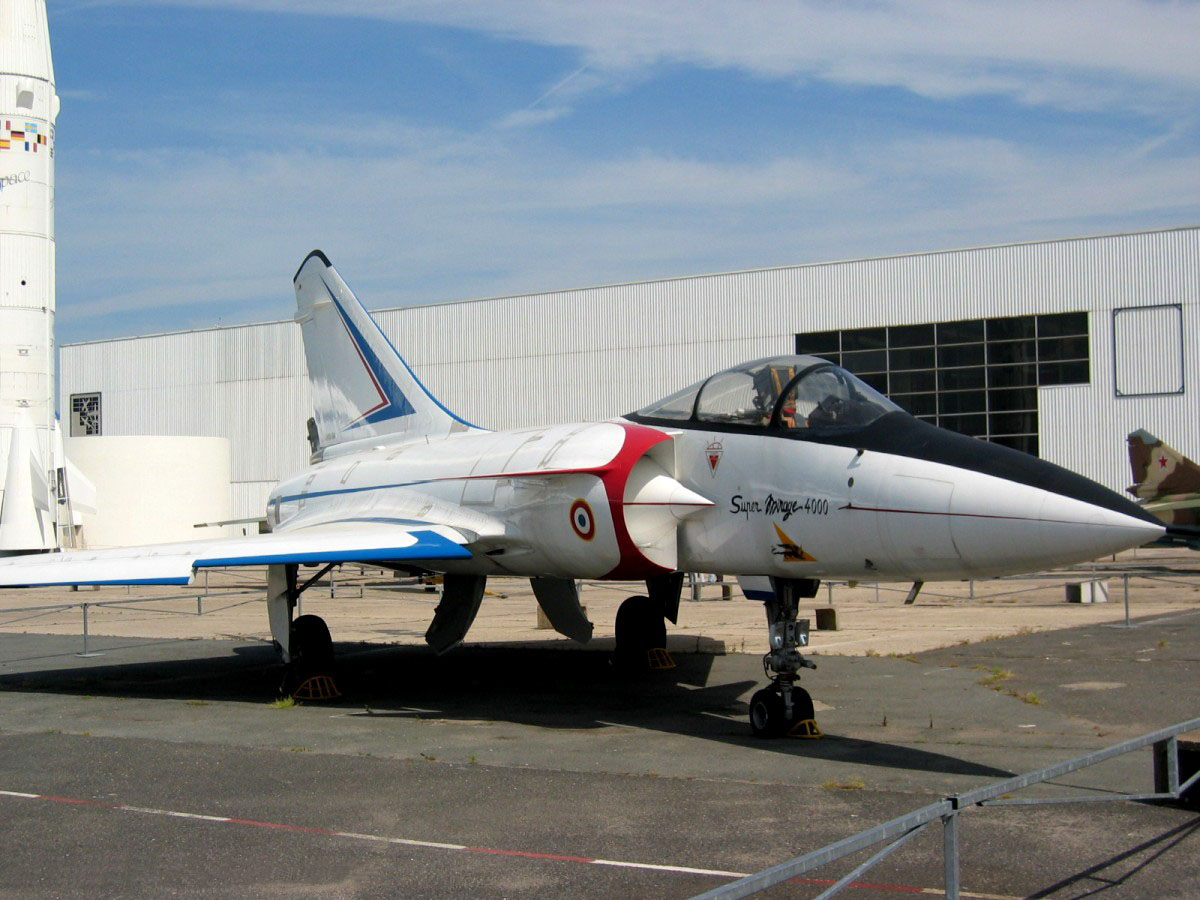
Prototyp Mirage 4000 vystavený v Musée de l'Air et de l'Espace v Le Bourget

Mirage 4000 byla viditelně větší a těžší stroj než jednomotorová Mirage 2000, a byla vybavena dvěma dvouproudovými motory SNECMA M53-2. Měla také malé kachní plochy nad vstupy vzduchu do motorů, a, na rozdíl od Mirage 2000 a předchozích letounů řady Dassault Mirage, kapkovitý překryt kokpitu. Kromě těchto změn si zachovala podobu se svým předchůdcem, například použitím delta křídla, půlkruhových vstupů vzduchu a celkové uspořádání.
Projekt Mirage 4000 vznikl z iniciativy společnosti Dassault, která jeho vývoj financovala z vlastních prostředků,  a prototyp poprvé vzlétl 9. března 1979. 
Stroj byl rozměrově srovnatelný s americkým F-15 Eagle, a byl navržen k plnění rolí dálkového záchytného stíhače i výkonného stíhacího bombardéru. 
Dassault vývoj ukončil začátkem 80. let, poté co Saúdské královské letectvo dalo přednost objednávce typu Panavia Tornado a francouzská Armée de l'Air se rozhodla soustředit na typ Mirage 2000, což zanechalo Mirage 4000 bez zájemců o koupi. Některé zkušenosti získané s jeho vývojem se později uplatnily při vývoji typu Dassault Rafale. Jediný prototyp Mirage 4000 byl v roce 1995 předán pařížskému leteckému muzeu Musée de l'Air et de l'Espace.

## Specifikace

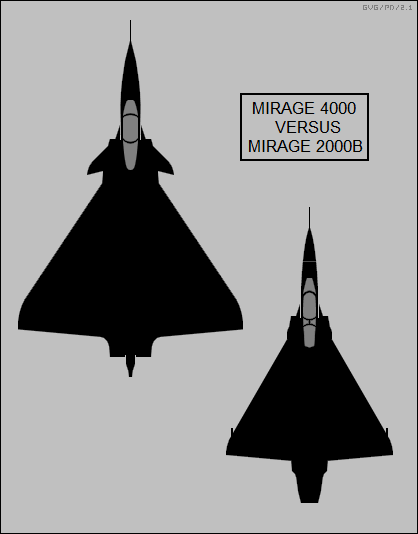
Porovnání půdorysů Mirage 4000 a 2000

Údaje podle společnosti Dassault

### Technické údaje
- Osádka: 1
- Délka: 18,70 m
- Rozpětí křídel: 12,00 m
- Výška: 5,80 m
- Nosná plocha: 73,00 m²
- Prázdná hmotnost: 13 000 kg
- Pohonná jednotka: 2 × dvouproudový motor s přídavným spalováním SNECMA M53-2
- Tah pohonné jednotky: 95 kN každá

### Výkony
- Maximální rychlost: 2 445 km/h
- Dolet: 2 000 km
- Dostup: 20 000 m